# Anthoine Hubert
Anthoine Hubert, född 22 september 1996 i Lyon, Frankrike, död 31 augusti 2019 i Stavelot, Belgien, var en fransk racerförare som körde för det brittiska Formel 2-stallet Arden International. Han hade tidigare kört i motorsportserierna Franska Formel 4 (2013), Formula Renault 2.0 Alps (2014-2015), Formula Renault 2.0 Eurocup (2014–2015), European Formula 3 Championship (2016) och GP3 Series (2017–2018). Han blev totalmästare för både Franska Formel 4 och GP3 Series.

## Död
Den 31 augusti 2019 förolyckades Hubert på racerbanan Circuit de Spa-Francorchamps vid den nionde deltävlingen av 2019 års Formel 2-mästerskap. 
Fransmannen Giuliano Alesi tappade kontrollen över sin bil i slutet av S-partiet, Raidillon de l'Eau Rouge, på andra varvet, varvid den snurrade runt och träffade en barriär på vänstersidan men kom tillbaka på vägbanan. Bilen bakom bromsade medan Hubert väjde åt höger för att undkomma en kollision. Han träffade en barriär och slungades tillbaka mot vägbanan och blev då påkörd på vänster sida av den ecuadoriansk-amerikanske föraren Juan Manuel Correa som kom i en hastighet på 255-270 kilometer per timme. Båda bilarna totalförstördes och Huberts bil klyvdes på mitten. 
Hubert avled av sina skador på banans sjukvårdsavdelning.

## Bilder

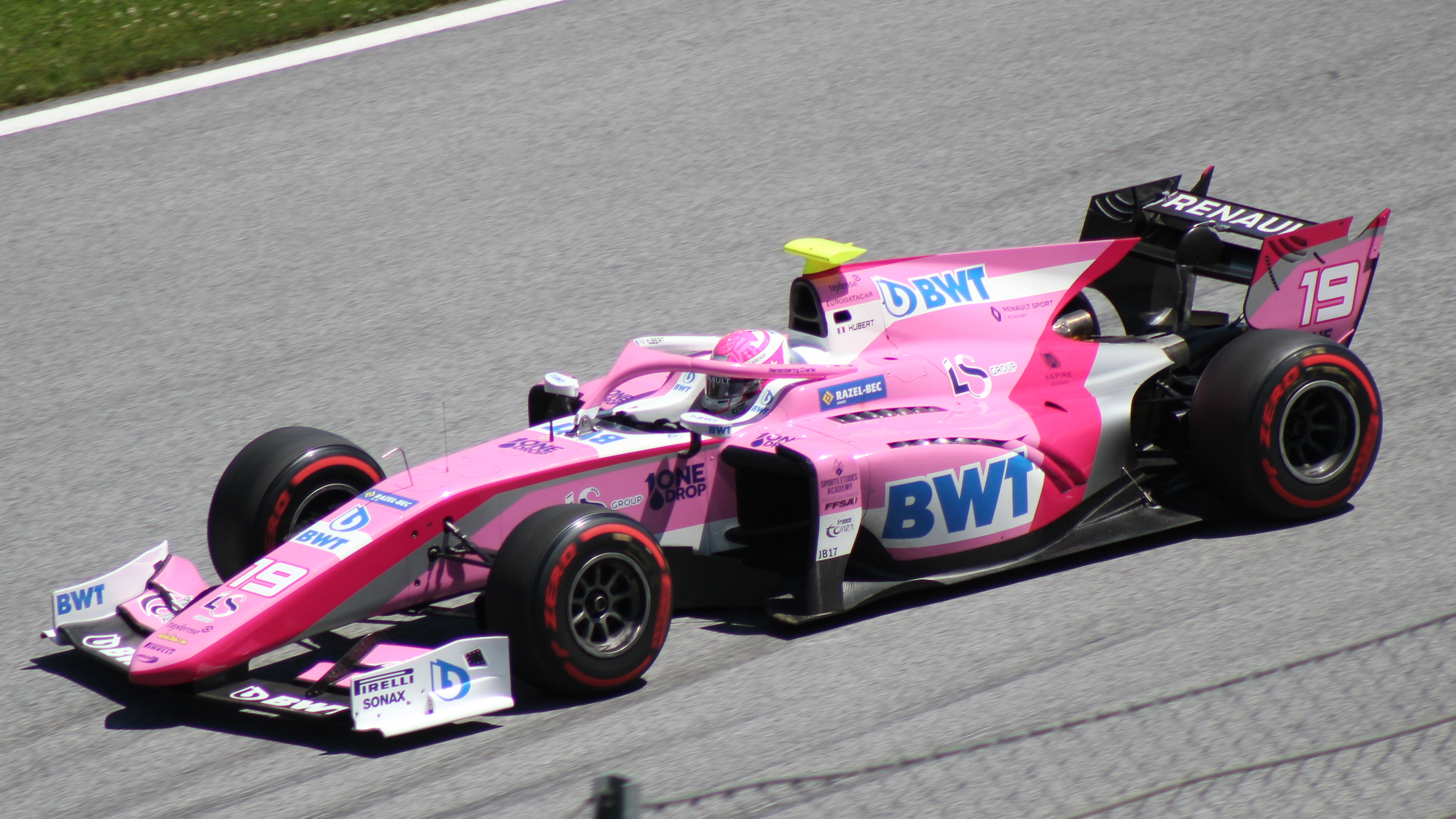
Anthoine Hubert vid Red Bull Ring, Österrike 2019.
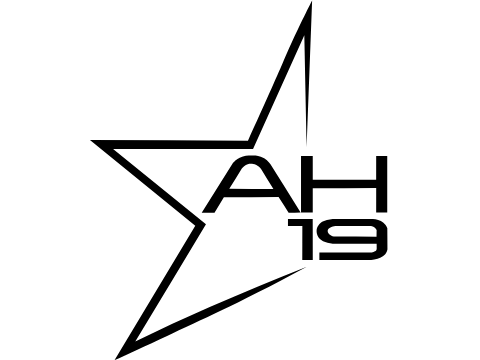
Logotypen som användes för att hedra Hubert efter kraschen.